# Wettswil am Albis
Wettswil am Albis es una comuna suiza del cantón de Zúrich, ubicada en el distrito de Affoltern. Limita al noreste y este con la comuna de Stallikon, al sur con Bonstetten, y al oeste con Aesch bei Birmensdorf y Birmensdorf.